# Jean-Pierre Dozolme
Jean-Pierre-Georges Dozolme, né le 24 avril 1906 à Celles-sur-Durolle (Puy-de-Dôme) et mort le 4 juin 1990 au Puy-en-Velay (Haute-Loire), est un prélat français, évêque du Puy-en-Velay de 1960 1978.

## Biographie

### Carrière ecclésiastique
Le 31 mars 1934, il est ordonné prêtre. Le 8 février 1960, il est nommé évêque coadjuteur du Puy-en-Velay et évêque titulaire d'Arcadia (de). Il est alors consacré le 11 mai par Pierre de La Chanonie. Le 12 octobre 1960, à la suite de la mort de Joseph-Marie Chappe, il devient évêque du Puy-en-Velay.
Il participe également, en tant que père conciliaire, aux quatre sessions du concile Vatican II.
Il démissionne le 2 mars 1978 et devient ainsi évêque émérite du Puy-en-Velay. Il meurt le 4 juin 1990 au Puy-en-Velay.